# Pezizaceae
Pezizaceae es una familia de hongos ascomicetos cuyos cuerpos fructíferos tienden a crecer tomando la forma de una taza.  Las esporas se forman en la superficie interior de la seta y la forma de taza sirve normalmente para dispersar las esporas mediante las salpicaduras del agua de lluvia. Además, la curvatura permite que las corrientes de aire dispersen las esporas hacia el exterior de forma diferente a la mayoría de Agaricales y Boletales.

## Lista de géneros
La familia consta de los siguientes géneros:
- Amylascus
- Boudiera
- Cazia
- Chromelosporium
- Cleistoiodophanus
- Elderia
- Eremiomyces
- Galactinia
- Glischroderma
- Hapsidomyces
- Hydnoplicata
- Hydnotryopsis
- Iodophanus
- Iodowynnea
- Kalaharituber
- Kimbropezia
- Marcelleina
- Mattirolomyces
- Muciturbo
- Mycoclelandia
- Ostracoderma
- Pachyella
- Pachyphloeus
- Peziza
- Plicaria
- Rhodopeziza
- Ruhlandiella
- Sarcosphaera
- Scabropezia
- Sphaerozone
- Terfezia